# Hontanaya
Hontanaya es un municipio español de la provincia de Cuenca, en la comunidad autónoma de Castilla-La Mancha. Tiene una superficie de 53,63 km² con una población de 256 habitantes (INE 2023) y una densidad de 5,41 hab./km².

## Geografía

### Ubicación
El pueblo está situado en un enclave natural y típico manchego a las faldas de la Sierra Jarameña (La Cruz 1.050 m s. n. m.) en la zona conocida como la mancha baja al sudoeste de la provincia de Cuenca, siendo limítrofe con la provincia de Toledo.

## Demografía
Hontanaya cuenta con una población de 257 habitantes (INE 2024).
| Gráfica de evolución demográfica de Hontanaya entre 1842 y 2021                                                     |
| |
| Población de derecho según los censos de población del INE Población de hecho según los censos de población del INE |

## Administración
| Periodo   | Nombre                            | Partido                |
| --------- | --------------------------------- | ---------------------- |
| 1979-1983 | Miguel Pinedo                     | AP                     |
| 1983-1987 | Miguel Pinedo                     | AP                     |
| 1987-1991 | Pedro Serrano                     | PP                     |
| 1991-1995 | Rafael Ramos                      | PP                     |
| 1995-1999 | Rafael Ramos                      | PP                     |
| 1999-2003 | Juan Resa Fermín Ayala            | Indpte. Hontanaya PSOE |
| 2003-2007 | Josefa Ramos Pinedo/ Fermín Ayala | PP PSOE                |
| 2007-2011 | Emilio Lucas Espejo               | PP                     |
| 2011-2015 | Emilio Lucas Espejo               | PP                     |
| 2015-2019 | Emilio Lucas Espejo               | PP                     |

Concejales:
5 concejales = PP
2 concejales = PSOE

## Fiestas
Las fiestas patronales, en honor al 
- Santísimo Cristo del Socorro, se celebran del día 22 al 26 de septiembre.

El patrón de dicha localidad es el Santísimo Cristo del Socorro. Durante todo el año su imagen está en la ermita del mismo nombre. Llegado el día 14 de septiembre es trasladada en procesión hasta la iglesia de San Pedro en la que se le dedican rezos y plegarías durante nueve días (novenas), hasta que el Santísimo es sacado en procesión el día 23 de septiembre (día grande de la Fiesta de Hontanaya).
Comienzan el día 22 con el recibimiento de la banda de música, nombramiento de Damas y Reinas de las Fiestas y el posterior pregón. Tras el pregón y el último novenario al patrón de la localidad, los jóvenes se reúnen en el centro social con sus respectivas Peñas y comienzan un galopeo (patrocinado por la peña del Botellin Pinchao) por las calles del pueblo hasta la hora de la pólvora (fuegos artificiales), que se celebra en la Plaza de la Constitución.